# おちあやこ
おち あやこ（1976年8月12日 - ）は、日本のタレント、女優。福岡県福岡市出身。
2012年1月、それまで所属していたビックワンウエストを離れ、以後しばらくはフリーで活動。その後、2013年4月から舞夢プロに所属。

## 人物
特技・趣味は歌、料理、食べ歩きなど。
骨髄バンクを介して骨髄提供をしており、公共広告機構のCMに出演したり、骨髄バンク関連イベントの司会を務めたりしている。

## 出演

### テレビ番組
- おはよう朝日です（ABCテレビ） - リポーター
- 真夜中市場〜ハイヒールの眠れない夜〜（関西テレビ）
- ノッテ・フェリーチェ〜楽しい夜のショッピング〜（関西テレビ）

### ラジオ番組
- ドッキリ!ハッキリ!三代澤康司です（ABCラジオ） - 月曜パートナー（2017年10月2日から2021年9月20日まで）

### 映画
- サンズ SUN OF THE DEAD（2011年、WHDジャパン、監督：阿見松ノ介） - オチアヤコ 役